# Juha Harjula
Juha Harjula, né le 20 juin 1942, à Helsinki, en Finlande et mort le 12 mars 2020 dans la même ville, est un ancien joueur finlandais de basket-ball.